# Carole Bouquet

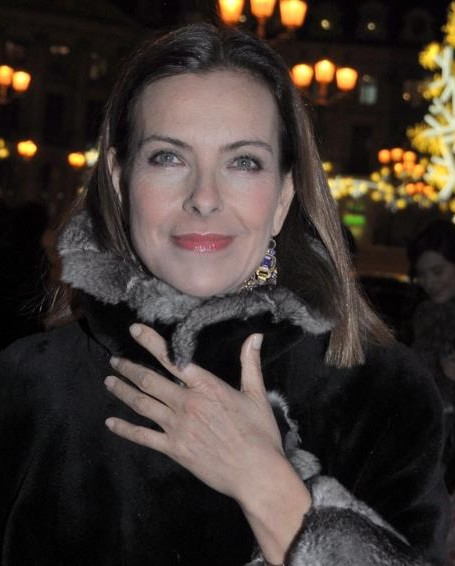

Carole Bouquet (n. 18 august 1957, Neuilly-sur-Seine, Seine, Franța) este o actriță franceză care a jucat în mai mult de 40 de filme începând cu anul 1977.

## Filmografie selectivă
- 1977 Acest obscur obiect al dorinței (Cet obscur objet du désir), regia Luis Buñuel
- 1979 Bufet rece (Buffet froid), regia Bertrand Blier
- 1979 Le Manteau d'astrakan, regia Marco Vicario
- 1981 Tag der Idioten, regia Werner Schroeter
- 1981 Rien que pour vos yeux, regia John Glen
- 1984 Dagobert, regia Dino Risi
- 1987 Jenatsch, regia Daniel Schmid
- 1989 Bunker Palace Hôtel, regia Enki Bilal
- 1989 Trop belle pour toi, regia Bertrand Blier
- 1989 New York Stories (segmentul «La Vie sans Zoé»), regia Francis Ford Coppola

- 2001 Un polițist cu capsa pusă (Wasabi), regia Gérard Krawczyk
- 2005 L'Enfer, regia Danis Tanović
- 2008 Les Enfants de Timpelbach, regia Nicolas Bary

## Legături externe
Materiale media legate de Carole Bouquet la Wikimedia Commons
Interviuri
- Carole Bouquet: „Iubirea nu trebuie să fie publică“, 8 februarie 2011, Ana-Maria Onisei, Adevărul